# 栗原小卷
栗原小卷（1945年3月14日—），日本東京都世田谷区出生，日本著名电影演员，日中文化交流协会常务理事。父亲是剧作家、儿童文学家栗原一登。

## 学习经历
- 1949年，开始学习拉小提琴
- 1951年，开始学习跳芭蕾舞
- 1963年，于东京芭蕾舞学院毕业
- 1963年，进入“俳优座”演员培训所学习[1]

## 演员经历
- 1964年，电视剧《彩虹设计》（NHK播出），“俳优座”演员培训所学习期间出演，处女作。
- 1967年，电视剧《三姐妹》（NHK播出），荣获日本电影制作协会的新人奖。
- 1968年-1970年，电视剧《三口之家》（1987年大陆播出，又译作《佳偶天成》1972年无线播出）、《凝视》、《风林山火》，获日本广播作家协会奖、第一届日本大奖优秀演员奖。
- 1969年9月，由于栗原小卷在电视剧方面对于日本的影响，她登上了日本著名妇女杂志《妇人生活》的封面。
- 1970年，电影《寅次郎的故事4 好梦成空》。
- 1970年，电视剧《二人世界》。
- 1972年，电影《忍川》（又译作《苦恋》）获《每日電影》女演員演技獎，金亞洛電影獎，埃爾弗朗斯女演員獎。这部电影是她影响力最大的作品。
- 1974年，电影《莫斯科之恋》。
- 1977年，电影《八甲田山》。
- 1974年，电影《望乡》，在中国公映，引起轰动。
- 1979年，电影《生死恋》(1971年出品)在中国公映。中国大陆自此兴起“栗原小卷”热，她成为中国家喻户晓的人物。《生死恋》是她对于中国影响最大的一部电影作品。
- 1979年，电影《信札疑云》。
- 1980年，电视剧 《望乡之星》 制片国家/地区: 日本 / 中国大陆，语言: 日语 / 汉语普通话，首播: 1980-06-04(中国大陆) / 1980-05-26(日本) 邓小平题字。
- 1985年，电影《寅次郎的故事36 柴又之恋》。
- 1991年，电影《清凉寺钟声》（谢晋执导，中日合拍）。
- 2003年，电影《擦镜子的男人》。[1]

## 其他经历
- 1991年，纪念写真集《栗原小卷在上海》发行。
- 2002年，“栗原小卷电影作品展”在北京举行。 放映了她主演的六部电影：《清凉寺钟声》、《望乡》、《生死恋》、《莫斯科之恋》、《乡村教师》、《忍川》。[2]

- 2008年，获得中國廣播電影電視總局颁发的“日中友好交流促進獎”。 [3]
- 2009年，第12届上海国际电影节金爵奖评委。[4]

## 栗原小卷论电影与人生
人并不是说一生都充满戏剧性，我自己也没有什么波澜壮阔的人生，但是我的角色使我感觉到自己经历了很多不同的人生。演员这个工作使我认识到自己的选择是正确的，我能够塑造很多不同的角色，见到很多人，学习到很多东西，而且这个工作永远也没有一个完结，永远是需要学习的，一生一世。

## 相关條目
- 生死戀
- 吉永小百合